# 황룡사 (세종시)
황룡사(黃龍寺)는 세종특별자치시 연동면에 있는 절이다.

## 소장 문화재
- 세종 황룡사 목조아미타여래좌상 및 복장유물 (세종특별자치시  유형문화재 제19호)